# Ovella Ochieng
Michael Ovella Ochieng (23 dicembre 1999) è un calciatore keniota, attaccante dell'AFC Leopards.

## Carriera

### Club
La sua carriera calcistica ha preso il via nelle squadre locali del Kenya, dove ha iniziato a giocare con i Kariobangi Sharks dal 2016 al 2018, accumulando 23 presenze e segnando 4 gol. Il suo talento non passò inosservato, e nel 2018 si trasferì in Svezia per unirsi al Vasalund, dove militò fino al 2021, totalizzando 25 presenze e 1 gol. Successivamente si trasferì in Sud Africa per giocare con i Marumo Gallants nel 2021, ma non riuscì a scendere in campo in partite ufficiali. Nel 2022, si unì ai Township Rollers, dove continuò a sviluppare il suo talento, ma non sono noti i dettagli delle sue presenze. Nel 2023, ha fatto il suo ritorno in Sud Africa con i Richards Bay, giocando 8 partite senza segnare, prima di trasferirsi all'AFC Leopards nel 2024, continuando a cercare la sua affermazione in carriera.

### Nazionale
Il 23 marzo 2016 esordisce in Guinea Bissau-Kenya (1-0).

## Caratteristiche tecniche
Michael Ovella Ochieng è un attaccante rapido e abile nel dribbling, con una buona capacità di cambiare direzione e di superare gli avversari in spazi stretti. La sua velocità gli consente di essere pericoloso in contropiede e di sfruttare le situazioni di uno contro uno. Sebbene non sia un finalizzatore prolifico, Ovella è un giocatore molto dinamico, capace di creare occasioni sia per sé che per i compagni di squadra. La sua versatilità gli permette di giocare sia come centravanti che come ala, adattandosi ai diversi schemi tattici. La sua abilità nel giocare sulle fasce, unita a un buon senso della posizione, gli consente di essere una minaccia per le difese avversarie, anche se il suo impatto nelle fasi finali della sua carriera è stato parzialmente limitato da infortuni e cambi di squadra frequenti.

## Palmarès

### Nazionale
- Coppa CECAFA: 1

2017